# Общество Воплощённого Слова
Общество Воплощённого Слова, Институт Воплощённого Слова (исп. Instituto del Verbo Encarnado, I.V.E.) — католическая монашеская конгрегация, основанная в 1984 году в Аргентине священником Карлосом Мигелем Буэла.

## Описание
Общество в настоящее время быстро развивается, за 30 лет своего существования оно выросло от небольшой группы аргентинских единомышленников до большой конгрегации, чьи члены служат в 30 странах на пяти континентах. Общее число членов конгрегации по данным на 2014 год составляет 823 человека
Семья Воплощённого Слова состоит из трёх ветвей: собственно Общества Воплощённого Слова (IVE), мужской ветви семьи; служительниц Господа и Богородицы Матары (SSVM) — женской ветви и Третьего Ордена Мирян (терциариев).
Основа духовности общества — тайна Воплощения Сына Божия, основные задачи — инкультурация Евангелия в современном мире, проповедь, миссионерство. Большая часть священников общества ведёт работу в приходах разных стран мира, однако существует созерцательная ветвь, чьи члены живут в затворе в монастырях. Также конгрегация имеет ветвь, куда входят священники восточной традиции (коптской и византийской), ведущих пастырскую деятельность в приходах Восточно-католических церквей.
С 1993 года священники Общества присутствуют в России, по данным на 2016 год они служат в приходах Казани, Ульяновска, Хабаровска; а также окормляют верных византийского обряда в Омске и Саргатском.
В 1997 году папа Иоанн Павел II создал миссию sui iuris для Таджикистана под управлением Института воплощённого слова Аргентины. Институт отправил священников из Южной Америки в Таджикистан, в частности в церковь Святого Иосифа.

## Основатель
Основатель Общества Воплощенного Слова, Карлос Мигель Буэла, неоднократно обвинялся в гомосексуальном хищничестве взрослых семинаристов. По результатам церковного расследования ему запрещены контакты с членами Общества, равно как и прямое или косвенное осуществление какой-либо публичной деятельности. В 2016 году Ватикан подтвердил эти обвинения.

## Проблемы с аргентинским епископатом
После 1994 года, когда основатель Института Воплощенного Слова, Карлос Мигель Буэла, уже находился под следствием Ватикана, Конференция католических епископов Аргентины, возглавляемая кардиналом Хорхе Бергольо (будущий Папа Римский Франциск), приняла решение не рукополагать в священники семинаристов из Общества Воплощенного Слова до окончания расследования. Однако, расследование закончилось приказом закрыть семинарии Общества. Чтобы обойти это ограничение, руководство Общества Воплощенного Слова приняло решение в  перенести свою штаб-квартиру в субурбикарную Епархию Веллетри-Сеньи в Италии. 

## Критика
Бывшими семинаристами и членами Общества Воплощенного Слова в 2013 году был создан и запущен сайт с подробным описанием деятельности Общества, где одним из наиболее частых обвинений в адрес его руководителей фигурирует, как и в случае с его основателем, гомосексуальное хищничество, оказание психологического давления и манипуляций на семинаристов.
Хотя Общество Воплощенного Слова позиционирует себя как часть консервативного крыла Католической Церкви и нередко его представители утверждают, что обвинения в их адрес со стороны церковных властей инициированы католиками-прогрессистами, его руководство и члены строго придерживаются литургических реформ папы Павла VI, бескомпромиссно порицая как мирян, так и целые конгрегации католиков-традиционалистов, придерживающихся традиционной литургии, повсеместно распространенной в Католической Церкви до 1969 года. В странах Европы, Латинской Америки и США в Обществе Воплощенного Слова существует практика причастия в руку и служения женщин в качестве алтарников, благодаря чему ряд критиков относят Общество к числу прогрессистских католических конгрегаций. 

## Связи с кардиналом МакКарриком
Известно, что до 2019 года экс-кардинал Теодор МакКаррик являлся покровителем Общества Воплощенного Слова, совершившим в Северной и Южной Америке большую часть посвящений для названной конгрегации. Теодор МакКаррик переехал из неокатехуменальной семинарии в дом формации Института Воплощенного Слова в 2011 году. Возможно, это совпало с санкциями Папы Бенедикта XVI в отношении МакКаррика за гомосексуальное хищничество. Санкции сделали бы невозможным проживание в реальной семинарии, но жить в пригородном "доме формации" было допустимо. В доме формации  Теодор МакКаррик обычно проживал с двумя семинаристами из Общества Воплощенного слова в качестве соседей по комнате.